# 保加利亚共产党—马克思主义者
保加利亚共产党—马克思主义者（保加利亚语：Българска комунистическа партия – марксисти）是保加利亚的一个共产主义政党。该党成立于1990年。该党的意识形态是共产主义、马克思主义。该党的领导人是Boris Petkov。该党的总部位于索非亚。该党与朝鲜劳动党关系密切。